# Jimmy Crabtree
James William Crabtree, detto Jimmy (Burnley, 23 dicembre 1871 – Birmingham, 31 maggio 1908), è stato un calciatore inglese, di ruolo centrocampista.

## Carriera

### Club
È stato il capitano dell'Aston Villa dal 1898 al 1902.

### Nazionale
Giocò 14 partite nella nazionale maggiore.

## Palmarès
- Campionato inglese: 4 [6]

Aston Villa: 1895-1896, 1896-1897, 1898-1899, 1899-1900
- Coppa d'Inghilterra: 1

Aston Villa: 1896-1897